# 王忠林 (1962年)
王忠林（1962年8月13日—），男，汉族，山东费县人，中华人民共和国政治人物。1984年6月加入中国共产党，1984年7月参加工作。
毕业于华东政法学院法律系刑法专业和中国海洋大学农业经济管理专业，拥有博士学位。曾任中共济南市委书记、中共武汉市委书记、湖北省省长。现任中共湖北省委书记、湖北省人大常委会主任，第二十届中央委员。

## 个人经历

### 仕途

#### 山东
自1984年起至2011年曾长期在枣庄市工作。历任枣庄市公安局政研室、政治部办事员、政治部干事、政治部副科级侦察员、政治部副主任、正科级侦察员，枣庄市公安局山亭区分局局长、党委书记，枣庄市公安局交通警察支队支队长、政委，枣庄市人民检察院副检察长、党组成员，中共峄城区委副书记、党校校长、峄城区人民政府区长，中共滕州市委书记、党校校长，中共枣庄市委常委等职。
2011年12月，任中共聊城市委副书记。2013年3月，任聊城市人民政府市长。2015年7月，任山东省发改委主任、党组书记。
2016年11月16日，任中共济南市委副书记、并代理市长一职。2017年4月13日，正式当选济南市人民政府市长。2018年5月11日，升任中共山东省委常委、济南市委书记。

#### 湖北
2020年2月13日，在湖北武汉暴发2019冠状病毒病疫情后，接替马国强出任中共湖北省委常委、中共武汉市委书记。
2021年4月30日，中共中央决定王忠林出任中共湖北省委副书记、湖北省人民政府党组书记。2021年5月7日，出任湖北省代省长。2021年5月30日，正式当选为湖北省人民政府省长。
2024年12月31日，升任中共湖北省委书记。2025年1月2日，辞去湖北省长一职。1月20日起，兼任湖北省人大常委会主任。

## 争议

### 嚴重特殊傳染性肺炎疫情期间人物争议
2020年3月6日晚，王忠林在武汉市新冠疫情防控指挥部的视频调度会上，说“武汉人民是英雄的人民，也是懂得感恩的人民”，并提出“要通过多种形式的宣传教育活动，在广大市民、党员干部中开展感恩教育，听党话、跟党走，形成强大正能量。”次日中共武汉市委机关报《长江日报》以“武汉市委书记：在广大市民中开展感恩教育”为题进行了报道。当天下午4时许，《长江日报》及一些有转载该文的媒体撤下了该报道，而后微博有关“感恩”的评论也被清空。《南方周末》记者褚朝新在微信公众号撰文《稍有良心，此时都不会要求惊魂未定的武汉人民感恩》，质疑王忠林的“感恩论”有向上奉承的嫌疑，指出“你是人民的公仆，你的工作就是为人民服务，如今你所服务的人民家破人亡，逝去的人尸骨未寒，活着的人泪痕未干，病著的人病体未愈，他们有些不满完全是情理之中的事情，你应该因为你和你的团队工作不到位而反思和惭愧，而不是指责你所服务的武汉人民不懂感恩”。多维新闻发表社论称：“疫情才刚刚得到初步控制，数千死难者尸骨未寒，市民正亟待来自政府和专业机构的心理安抚，身为政府官员，却在此时就迫不及待地要对人民进行感恩教育，该是多么不通人情、不明事理，多么缺乏最基本的人文关怀精神。在这场国家灾难中，某些官僚，在胜利还未完全来临之时，就那么着急要下山去摘桃子，甚至是通过向人民伤口撒盐的方式来展现自己所谓的政治忠诚吗？”湖北省前作家协会主席方方在《谁能想到次生灾害会落到汉语上？》一文中写到：“今天频繁地出现在人们聊天中的一个词，叫“感恩”。武汉的领导要求人民向党和国家感恩。真是奇怪的思路。政府是人民的政府，它的存在是为人民服务的。政府公务员是人民的公仆，而不是相反。不明白领导们天天学习，怎么学反了向？武大教授冯天瑜先生说：“在谢恩问题上，切勿颠倒人民与当权者的关系。把当权者视作恩主，要求人民跪伏谢恩的论者，请听听马克思1875年的言说：马克思痛恶拉萨尔的国家至上论，指出‘需要人民对国家进行极严厉的教育’（《哥达纲领批判》）。”武汉乃至湖北，哪一届领导人都会尊重冯先生，他所讲的这番话，新来的领导，如有文化，应该会听进去吧？”官媒《环球时报》总编胡锡进也发微博称应“感恩战斗在一线的医务工作者们”、“感恩那些因为配合“封城”和支持极限防控做出大量个人牺牲的广大民众”以及“感恩这个国家能够在大灾面前众志成城的强大机制和能力”。3月8日，王忠林在武汉走访慰问疫情防控一线工作人员时，盛赞武汉市民“识大体、顾大局”，并表达了武汉市委市政府对武汉人民的感谢。同一天，中共湖北省委书记应勇也在当日的讲话中说：“疫情发生后，武汉人民识大体、顾大局……向武汉人民、湖北人民表示衷心感谢。”